# Episodi de La Storia
La serie televisiva La Storia, composta da 8 episodi, è stata trasmessa in prima visione e in prima serata su Rai 1 dall'8 al 23 gennaio 2024. Il primo episodio è stato pubblicato in anteprima sulla piattaforma streaming RaiPlay il 6 gennaio 2024 mentre il boxset con tutti i rimanenti episodi a partire dall'8 gennaio seguente, al termine della messa in onda dei primi due episodi.
| nº | Titolo     | Pubblicazione  | Prima TV        |
| -- | ---------- | -------------- | --------------- |
| 1  | Episodio 1 | 6 gennaio 2024 | 8 gennaio 2024  |
| 2  | Episodio 2 | 8 gennaio 2024 | 8 gennaio 2024  |
| 3  | Episodio 3 | 8 gennaio 2024 | 15 gennaio 2024 |
| 4  | Episodio 4 | 8 gennaio 2024 | 15 gennaio 2024 |
| 5  | Episodio 5 | 8 gennaio 2024 | 22 gennaio 2024 |
| 6  | Episodio 6 | 8 gennaio 2024 | 22 gennaio 2024 |
| 7  | Episodio 7 | 8 gennaio 2024 | 23 gennaio 2024 |
| 8  | Episodio 8 | 8 gennaio 2024 | 23 gennaio 2024 |

## Episodio 1
1938. Ida Ramundo è una maestra elementare ebrea che sta crescendo da sola il figlio Nino di 16 anni. Siamo in epoca di leggi razziali e la Ramundo si è segnalata come figlia di ebrea, seppur battezzata.
1940. Mentre sta rientrando a casa, Ida viene seguita da un giovane soldato tedesco ubriaco, Günther, che con il pretesto di aiutarla con i sacchetti della spesa entra in casa sua e la violenta. Ida è sotto shock, ma decide di fare finta di niente con il figlio quando rientra; dopo non molto capisce di essere rimasta incinta. La signora Vilma avverte gli altri abitanti del quartiere San Lorenzo del fatto che gli ebrei sono in pericolo, ma nessuno le vuole credere e finisce per passare per pazza. 
1941. Nino parte per l'estate con gli avanguardisti e Ida dopo poco partorisce il piccolo Giuseppe. 
- Altri interpreti: Antonella Fattori (Nora, madre di Ida), Anna Ferruzzo (Celeste Di Segni), Giselda Volodi (Vilma), Lukas Zumbrock (Günther).
- Ascolti: telespettatori 4 459 000 – share 23,50%[3].

## Episodio 2
Quando Nino torna a casa, Ida gli dice di aver trovato il bambino per strada; subito dopo gli rivela inavvertitamente la verità, ma a Nino non interessa e si affeziona immediatamente al fratellino.
Tempo dopo. Il piccolo Giuseppe cresce in assoluta segretezza fino a quando Nino inizia a farlo uscire. Siamo ora nel bel mezzo della guerra, il cibo inizia a scarseggiare e gli abitanti del quartiere trovano sempre più spesso riparo nel rifugio sotterraneo dell'osteria di Remo. Ida si scontra di sovente con il figlio per i suoi comportamenti da ribelle e filofascisti: il giovane decide infatti di arruolarsi scontrandosi con la madre. Qualche tempo dopo il quartiere San Lorenzo viene bombardato e anche Ida e il piccolo Giuseppe, che si trovano per strada, rimangono feriti.
- Ascolti: telespettatori 4 459 000 – share 23,50%[3].

## Episodio 3
Ida e tanti altri abitanti della zona dopo il bombardamento trovano rifugio in un caseificio abbandonato a Pietralata. Qui l'insegnante ha modo di conoscere Giuseppe Cucchiarelli e il giovane Carlo Vivaldi, anarchico bolognese scappato da un convoglio di deportati. 
L'annuncio dell'armistizio (8 settembre 1943) ha come conseguenza l'invasione dei territori italiani da parte delle forze armate tedesche e l'inizio della Resistenza e della guerra di liberazione italiana contro il nazifascismo. Al caseificio arriva anche Nino, il quale ora è passato con i partigiani.
- Altri interpreti: Anna Ferruzzo (Celeste Di Segni), Giselda Volodi (Vilma), Vincenzo Nemolato (Domenico), Carmen Pommella (Sora Mercedes), Flora Gigliosetto (Carulì), Anna De Stefano (Rosa), Rosaria Langellotto (Serafina), Arcangelo Iannace (Giuseppe Primo), Vincenzo Antonucci (Salvatore).
- Ascolti: telespettatori 3 685 000 – share 20,2%[4].

## Episodio 4
I tedeschi stanno portando via gli ebrei della zona con i treni dalla stazione Tiburtina e si presentano anche al caseificio ma vi trovano solo donne e anziani. Gli uomini decidono quindi di partire. Cucchiarelli viene fermato dai tedeschi a Marino mentre sta portando un messaggio a un partigiano e, dopo essere stato picchiato per non aver rivelato informazioni, viene ucciso. Remo riporta la notizia a Ida, l'unica rimasta al caseificio, la quale decide di partire con il piccolo Giuseppe.
- Altri interpreti: Vincenzo Nemolato (Domenico), Carmen Pommella (Sora Mercedes), Flora Gigliosetto (Carulì), Anna De Stefano (Rosa), Rosaria Langellotto (Serafina), Arcangelo Iannace (Giuseppe Primo), Vincenzo Antonucci (Salvatore).
- Ascolti: telespettatori 3 685 000 – share 20,2%[4].

## Episodio 5
Mentre Nino e Carlo arrivano a Napoli, Ida e Giuseppe raggiungono la città trovando ospitalità a casa della famiglia Marrocco. L'occupazione nazista affama la città e Ida vaga per Roma in cerca di cibo per Useppe. Quando giunge la notizia che i tedeschi se ne sono andati, a casa Marrocco si presenta Carlo, che in realtà è ebreo e si chiama Davide Segre, il quale chiede notizie di Nino non vedendolo da un po'. In quei giorni gli Alleati hanno preso Firenze e sono fermi sulla linea Gotica. Dopo poco fa ritorno a Roma anche Nino che si ricongiunge con la madre e il fratellino.
- Ascolti: telespettatori 3 726 000 – share 20,5%[5].

## Episodio 6
Ida mette annunci per dare lezioni private. Nino torna dalla guerra, ancora una volta trasformato, mentre Ida ricomincia la scuola. La famiglia prende una casa in affitto a Testaccio sperando che la vita torni a essere felice come un tempo. Davide inizia a frequentare Santina, una prostituta conosciuta a casa dei Marrocco, che però viene uccisa per gelosia dal suo protettore Nello. Il ragazzo decide di affittare il fondo che la donna usava per prostituirsi. La guerra è ormai alle spalle e nell'osteria di Remo i compagni discutono delle decisioni prese da Palmiro Togliatti, segretario del Partito Comunista Italiano.
- Altri interpreti: Francesca Antonelli (dott.ssa Melchiorri), Josafat Vagni (Nello), Romana Maggiora Vergano (Patrizia).
- Ascolti: telespettatori 3 726 000 – share 20,5%[5].

## Episodio 7
Ida inizia a farsi delle domande sulla provenienza dei soldi che Nino porta a casa ma il ragazzo tergiversa. La donna intanto è tornata a insegnare a scuola. Non molto tempo dopo, Nino morirà in un incidente sull'Appia mentre sta trasportando un carico di armi di contrabbando.
- Altri interpreti: Francesca Antonelli (dott.ssa Melchiorri).
- Ascolti: telespettatori 3 466 000 – share 19,4%[6].

## Episodio 8
Ida porta Giuseppe a fare una visita specialistica perché nota che continua ad avere dei disturbi, ma il dottore che lo visita per il momento non riscontra nulla di grave. Il piccolo inizia a uscire da solo con il suo cane, Bella, e ha modo di incontrare Davide, diventato ormai un tossicodipendente, e Patrizia, la ragazza di suo fratello dal quale ha avuto una figlia. Ida si preoccupa molto quando Giuseppe inizia ad avere una crisi epilettica e lo porta dalla dottoressa Melchiorri. Poco dopo il bambino si sente male al fiume dopo un litigio con dei ragazzini e Bella torna verso casa attirando l’attenzione di Ida che va a soccorrere il figlio. Fatale per il bambino sarà un'altra crisi avvenuta in casa con la madre assente: Ida rientra di corsa e trova Useppe morto sul pavimento. Dallo shock la donna non esce di casa per giorni fino a quando la portinaia non chiama i poliziotti che, nel fare irruzione nell'appartamento, abbattono Bella e trovano Ida seduta a fianco al cadavere del figlio. La donna viene quindi ricoverata all'ospedale psichiatrico Santa Maria della Pietà, dove riceve la visita del suo vecchio amico Remo. Ida non conoscerà mai la nipotina partorita da Patrizia.
- Altri interpreti: Francesca Antonelli (dott.ssa Melchiorri), Romana Maggiora Vergano (Patrizia).
- Ascolti: telespettatori 3 466 000 – share 19,4%[6].